# Fight Club (Roman)
Fight Club ist ein 1996 geschriebener Roman von Chuck Palahniuk. Das Buch war die Vorlage zum gleichnamigen Film mit Brad Pitt und Edward Norton. Der Erfolg des Films hob das Ansehen des Romans von Palahniuk. 2015 wurde die Fortsetzung des Romans als Comicreihe veröffentlicht.

## Hintergrund
Inspiriert wurde Palahniuk zu dem Roman, als er mit einem blauen Auge, das er sich bei einer Rauferei zugezogen hatte, zur Arbeit ging. Obwohl die Verletzung deutlich sichtbar war, fragten seine Kollegen ihn nicht, was passiert sei:

„Mich zierte damals gerade ein blaues Auge, ein Souvenir von einer Schlägerei während meines Sommerurlaubs. Keiner meiner Kollegen hatte ein Wort darüber verloren, und ich stellte mir vor, man könne in seinem Privatleben alles anstellen, wenn man davon so ramponiert aussähe, dass kein Mensch sich nach den Einzelheiten erkundigt.“

Ursprünglich war Fight Club eine Kurzgeschichte, die später zu Kapitel 6 im Roman wurde:

„Es war die erste richtige Geschichte, die ich jemals verkauft habe [...] Um aus der Kurzgeschichte ein Buch zu machen, baute ich alles ein, was meine Freunde zu erzählen hatten. Auf jeder Party sammelte ich Material. Zum Beispiel die Geschichte von Mike, der Pornoszenen in Familienfilme schneidet. Oder die Geschichte von Geoff, der als Kellner bei einem Festessen in die Suppe pinkelt.“

Der Roman erhielt gute Kritiken, und es gab rasch Interesse an einer Verfilmung. 1999 entschieden sich die Drehbuchautoren Jim Uhls, August Olsen, und Co-Produzenten Conor Strait und Aaron Curry mit dem Regisseur David Fincher zusammenzuarbeiten. Folgend wurde die Hardcover-Erstausgabe des Buches zu einem Sammlerstück.
Fight Clubs kultureller Einfluss ist groß. Es gibt nur wenige Filme, die so viele Nachahmer fanden. Es fanden z. B. Untergrundkämpfe statt oder Streiche, wie das in dem Roman beschriebene Urinieren in Essen von Prominenten. Es gab aber auch Fälle, in denen Leute sich durch den Film ermutigt fühlten, wieder auf das College zu gehen.
Neben Fight Club wurden auch andere Werke von Palahniuk verfilmt, u. a. im Jahr 2008 Choke – Der Simulant.
Fight Club wurde 1999 und 2004 mit einem Vorwort des Autors zum Film und Buch neu gedruckt.
Seit 2010 wird im Off-Theater Rottstraße 5 Theater in Bochum das Stück "Fight Club" aufgeführt, dessen Grundlage der Roman und das Filmscript von Jim Uhls sind. Regie führt Oliver Paolo Thomas.

## Zusammenfassung
Der namentlich unbekannte Protagonist arbeitet in der Rückrufabteilung einer Autofirma und ist für Rückrufaktionen verantwortlich. Der Arbeitsstress in Verbindung mit seinen ständigen Reisen erzeugen bei ihm dauernden Jetlag. Ihm wird bewusst, dass sein Leben ausschließlich aus seinem Job und sinnlosem Konsum besteht. Er leidet unter chronischer Schlaflosigkeit.
Als der Protagonist zum Arzt geht, erklärt ihm dieser, dass mit ihm körperlich alles in Ordnung sei. Der Arzt fügt an, dass man von Schlaflosigkeit nicht sterben könne. Als der Protagonist um Hilfe bettelt, teilt ihm der Arzt mit, dass er sich nicht zu beschweren brauche. Wenn er Menschen sehen wolle, die leiden, solle er in eine Hodenkrebsselbsthilfegruppe gehen. Diesen Rat befolgend, besucht er die Selbsthilfegruppe. Als er Gefallen daran findet, täuscht er vor, an allen möglichen Krankheiten zu leiden, um jeden Tag eine andere Therapiegruppe zu besuchen. Seine Schlafprobleme verschwinden: „Jede Hoffnung zu verlieren, war Freiheit. [...] Wenn Leute denken, dass du stirbst, dann hören Sie dir richtig zu.“ Als Marla Singer, eine weitere Simulantin, in dieselben Selbsthilfegruppen geht, kehren seine Schlafprobleme zurück.
Unter Stress stehend, nimmt der Protagonist Urlaub und trifft Tyler Durden, einen sonderbaren Fremden, am Nacktbadestrand. Er beobachtet Tyler, wie dieser am Strand ein Gebilde aus Baumstämmen baut. Die Baumstämme werfen einen merkwürdigen Schatten auf den Sandstrand. Für eine Minute lang, um eine bestimmte Uhrzeit, ist der Schatten perfekt: „Eine Minute sei genug, sagte Tyler, ein Mensch müsse hart dafür arbeiten, aber eine Minute Vollkommenheit sei die Anstrengung wert. Eine Minute sei das Äußerste, was du an Vollkommenheit erwarten kannst.“
Als die Wohnung und das gesamte Eigentum des Protagonisten durch eine vermeintlich versehentliche Explosion zerstört werden, fragt der Betroffene, ob er bei Tyler übernachten könne. Dieser sagt zu, bittet ihn aber um eine Gefälligkeit: „Ich will, dass du mich so fest schlägst, wie du nur kannst.“
Der Protagonist zieht zu Tyler Durden in ein heruntergekommenes, baufälliges Haus, wo Tyler Seife herstellt und sie unter dem Namen „Paper Street Soap Company“ an Leute aus der Oberschicht weiterverkauft. Gemeinsam gründen sie in einer Bar einen Fight Club. Die Mitgliederzahl steigt schon bald und so folgen weitere Clubs in anderen Städten.
Irgendwann reicht der Fight Club nicht mehr. Der Protagonist schlägt bei einem Kampf einen Mann, den er als „Engelsgesicht“ bezeichnet, so stark zusammen, dass Tyler Durden beschließt, das Project Chaos ins Leben zu rufen. Das Zerstören soll ab jetzt „aus dem Keller nach oben wandern“ und die soziale Ordnung ins Schwanken bringen. Die Mitglieder der Fight Clubs werden von Tyler rekrutiert und ziehen auch in das Haus des Protagonisten ein. Sie werden von nun an als „Weltraumaffen“ bezeichnet. Sie sollen erfahren, „dass sie etwas in der Geschichte bewegen können“. Tyler bildet verschiedene Gruppen: die Ausschüsse für Brandstiftung, Überfälle, Unfug und Desinformation. Diese erhalten pro Woche eine Aufgabe, die sie erledigen sollen. Die Stadt wird zum Spielplatz für die „Weltraumaffen“ des „Project Chaos“. Dabei schreckt man nicht vor Toten und Menschenopfern zurück.
Die Hauptfigur verliert immer mehr den Überblick über das „Project Chaos“, und auch Tyler kann er nicht mehr finden. Deshalb beschließt er, ihn zu suchen und reist in verschiedene Städte, sucht dort die Fight Clubs auf und fragt nach Tyler Durden. Als er in Seattle einen Barkeeper fragt, ob dieser Tyler Durden je begegnet sei, gibt dieser zur Antwort: „Sie haben letzte Woche vorbeigeschaut, Mr. Durden [...] Wissen Sie das nicht mehr?“ Verwirrt durch die Aussage des Barkeepers ruft der Protagonist später aus seinem Motelzimmer Marla an und fragt sie nach seinem Namen. Sie antwortet: „Tyler Durden. Du heißt Tyler Durden.“ Als er nach kurzem Schlaf wieder aufwacht, steht Tyler plötzlich neben seinem Bett und der Protagonist muss erkennen „Tyler ist eine Projektion. Er ist eine dissoziative Persönlichkeitsstörung, ein seelisch bedingter Fugenzustand. Tyler Durden ist meine Halluzination.“ Da der Protagonist beginnt, gegen seine zweite Persönlichkeit zu rebellieren, verkündet diese, ihn zu vernichten.
Es kommt zum Showdown. Tyler und der Protagonist stehen auf dem Dach eines Hochhauses, das einstürzen und auf ein Museum krachen soll. Die Sprengladung detoniert jedoch nicht. Tyler Durden hält dem Protagonisten eine Waffe in den Mund, als diesem bewusst wird, dass er es selbst ist, der die Waffe hält. Marla kommt mit Mitgliedern der Selbsthilfegruppe auf das Dach des Hochhauses und will ihn davon abhalten, sich umzubringen. Der Protagonist drückt dennoch ab, um Tyler loszuwerden. So landet er für längere Zeit im Krankenhaus. Auch dort trifft er immer wieder auf mutmaßliche Mitglieder des Fight Clubs, die ihm zu flüstern: „Alles läuft nach Plan. [...] Wir werden die Zivilisation zerstören, damit wir etwas Besseres aus dieser Welt machen können. [...] Wir freuen uns schon bald, Sie wieder bei uns zu haben.“

## Charaktere

### Protagonist
Beim Protagonisten handelt es sich um den Angestellten einer Autofirma, der sich um Rückrufaktionen kümmert. Er ist namenlos, redet aber oft von „Joes Gefühl der Rache“, daher könnte man meinen, dass sein Name Joe sei. Dies ist aber lediglich eine Vermutung. Ausrufe der Gestalt „Ich bin Joes [Organ/Gefühl]“ benutzt der Protagonist ständig. Diese nehmen Bezug auf die Zeitschrift Reader’s Digest, die er liest. In den Artikeln dieser Zeitschrift erzählen menschliche Organe von sich selbst in der ersten Person.

### Tyler Durden
Ein charismatischer, aber nihilistischer Primitivist, der Materialismus, Besitz und die Konsumgesellschaft verachtet.
Er gelobt die Zivilisation an sich zu zerstören. Er beschreibt die perfekte Welt als neo-paläolithisches Paradies, in postapokalyptischen städtischen Ruinen. Er ist das Alter Ego des Erzählers. „Ich löse meine Verbindung zu physischer Macht und Besitztümern“, sagt Tyler, „denn nur, indem ich mich selbst zerstöre, kann ich die größere Macht meines Geistes entdecken.“

### Marla Singer
Eine Frau, die der Erzähler in Selbsthilfegruppen trifft. Der Erzähler kann sich in den Gruppen nicht mehr fallen lassen, sobald sie auftaucht. Sie taucht im Roman wieder auf, als Tyler sie nach einer Tablettenvergiftung „die ganze Nacht wach hält“.

## Motiv
An zwei Stellen im Roman sagt der Erzähler, er will „seinen Arsch mit der Mona Lisa“ abwischen; ein Mechaniker (diese Figur spielt nur am Rande eine Rolle) aus dem Fight Club wiederholt dies an einer anderen Stelle. An einer anderen Stelle sagt er: „Nichts ist statisch. Sogar die Mona Lisa verfällt“. Es gibt Theorien darüber, dass der Erzähler und die anderen Fight-Club-Mitglieder unter einem Ödipus-Komplex leiden. Als Beleg lässt sich eine Aussage des Mechanikers anführen:

„Wenn du weiß bist und christlich und in Amerika lebst, ist dein Vater dein Modell für Gott. Und wenn du deinen Vater nie gekannt hast, wenn sich dein Vater aus dem Staub macht oder stirbt oder nie zu Hause ist, was glaubst du dann über Gott?“

Die Farbe „kornblumenblau“ taucht als die Farbe der Krawatte auf, die der Chef des Erzählers trägt, später als Icon-Symbol, das sich sein Chef aussucht. Weiterhin wird erwähnt, dass sein Chef diese Augenfarbe hat. In Palahniuks Büchern taucht die Farbe „kornblumenblau“ öfter als Motiv auf.

## Themen
Vieles im Buch dreht sich um das Thema Männlichkeit und wie damit in der modernen Gesellschaft umgegangen wird. Der Erzähler und Tyler Durden bemängeln, dass sie eine „Generation von Männern sind, die von Frauen erzogen wurden“, sie seien „die mittleren Kinder Gottes“.
Palahniuk gibt eine simplere Themenbeschreibung: „all my books are about a lonely person looking for some way to connect with other people“.

## Sprache
Der Autor arbeitet viel mit indirekter Rede. Oft werden direkte und indirekte Rede vermischt.
Des Weiteren werden einige Schlüsselsätze im Buch mehrfach wiederholt. Die Regeln des Fightclubs, die Beschreibungen zum Herstellen von Sprengstoff und Haikus dienen als Puffer, um den Leser auf einen Themenwechsel vorzubereiten, ohne ihn zu verlieren. Es wird stark mit Absätzen gearbeitet, um Gedankensprünge zu kennzeichnen. Der Erzähler ist nicht zuverlässig und spricht den Leser hin und wieder direkt an.
Der Autor selber beschreibt die Sprache des Buches in einem Nachwort einer neueren Fassung folgendermaßen:
```
"A kind of glue or mortar that would hold together a mosaic of different moments and details. Giving them all a continuity and yet showcasing each moment by not ramming it up against the next moment."
[
13
]
```

## Unterschiede zwischen Roman und Film
- Der Erzähler mag seinen Chef im Buch, verachtet ihn aber im Film.
- Tyler taucht relativ früh im Roman auf, direkt am Anfang bei einem Strandurlaub des Erzählers.
- Tyler und Marla fügen sich im Roman mit brennenden Zigaretten selbst Wunden zu. Im Film fügt Tyler dem Erzähler eine Verätzung zu.
- Im Roman stiehlt Tyler das Fett von Marlas verstorbener Mutter aus dem Kühlschrank, um daraus Seife herzustellen. Im Film stehlen Tyler und der Erzähler das Fett aus einer Fettabsaugklinik.
- Im Roman schreckt Tyler nicht vor Toten im Project Chaos zurück, im Film soll explizit keiner sterben.
- Im Roman behält der Erzähler seinen Job bei der Autofirma bis zum Ende hin. Er erpresst stattdessen den Hotelmanager des Edelhotels, in dem er, dank Tyler, arbeitet; Tyler erpresst seinerseits die Filmverleiher.
- Die selbstbezüglichen Aussagen von Organen, die von sich selbst erzählen, werden im Buch von Joe und im Film von Jack geäußert.
- Im Film beträgt die Größe des Apartments des Erzählers 160 m², im Roman lediglich 150 m².

## Musical
2015 liefen Planungen zu einer Adaption des Stoffes als Musical. Verantwortlich hierfür zeigen sich David Fincher, Regisseur der Verfilmung des Romanes, und Julie Taymore. Für die Musik wurde Trent Reznor von Nine Inch Nails engagiert. Erste Überlegungen hierzu gab es bereits 2004, die 2008 anlässlich des 10. Geburtstages der Fight-Club-Verfilmung von David Fincher wieder aufgenommen, jedoch damals nicht weiter konkretisiert worden sind.

## Fortsetzungen
Im Mai 2015 veröffentlichte der US-amerikanische Verlag Dark Horse Comics den ersten einer zehnteiligen Fortsetzung als Comic, Fight Club 2, welche Illustrationen von Cameron Stewart enthält. Alle Teile wurden in den Vereinigten Staaten bis März 2016 herausgegeben.
Die von Bernd Kronsbein ins Deutsche übersetzte Version erschien durch den Splitter-Verlag im Dezember 2015.
2020 wurde die Graphic-Novel Fight Club 3 veröffentlicht, die zuvor 2019 zunächst in zwölf Ausgaben erschien war.

## Auszeichnungen
Der Roman gewann u. a. folgende Auszeichnungen:
- 1997 Pacific Northwest Booksellers Association Award[16]
- 1997 Oregon Book Award für besten Roman[17]

## Zitatnachweise
1. ↑  Sam Jemielity: Chuck Palahniuk: The Playboy Conversation (Memento vom 6. Juni 2011 im Internet Archive)
2. ↑  Chuck Palahniuk, Vorwort zu Fight Club 2004
3. 1 2  Sarah Tomlinson: Is it fistfighting, or just multi-tasking?. Salon.com, 13. Oktober 1999.
4. ↑  Art Linson: What Just Happened?: Bitter Hollywood Tales from the Front Line. New York: Grove Press, 2008, S. 125–127.
5. ↑  Craig Offman: Movie makes "Fight Club" book a contender. Salon.com, 3. September 1999.
6. ↑  Fight club draws techies for bloody underground beatdowns. Associated Press, 29. Mai 2006.
7. ↑  Chuck Palahniuk: Stranger Than Fiction: True Stories, S. 212–215.
8. ↑  Stücke (Memento des Originals vom 7. März 2014 im Internet Archive)  Info: Der Archivlink wurde automatisch eingesetzt und noch nicht geprüft. Bitte prüfe Original- und Archivlink gemäß Anleitung und entferne dann diesen Hinweis.. Auf: Webseite des Rottstraße 5 Theater. Abgerufen am 7. März 2014.
9. 1 2 3 4 5 6 7 8 9 10  Chuck Palahniuk: Fight Club. Roman (Taschenbuch), ISBN 978-3-442-54210-9
10. ↑  Chuck Palahniuk: Fight Club, 1999, S. 124, 141, 200.
11. ↑  Chuck Palahniuk: Fight Club, 1999, S. 49.
12. ↑  Chuck Palahniuk: Stranger Than Fiction: True Stories, S. xv.
13. ↑   Chuck Palahniuk, Nachwort zu Fight Club. 2005
14. ↑  Fight Club Musical mit Musik von Trent Reznor. NINfos.de. Abgerufen am 27. Mai 2015.
15. ↑  Jade Chang: tinseltown: fight club and fahrenheit. BBC.co.uk, 2. Juli 2004.
16. ↑  1997 Pacific Northwest Booksellers Association Award. Abgerufen am 3. Juni 2018.
17. ↑  Oregon Book Awards. Literary Arts, Inc. Abgerufen am 20. Juni 2005.